# Rumänisch-türkische Beziehungen
Die Rumänisch-türkischen Beziehungen sind das zwischenstaatliche Verhältnis zwischen Rumänien und der Türkei. Beide Länder blicken auf eine lange historische Entwicklung zurück und sind heute durch enge politische, wirtschaftliche und kulturelle Zusammenarbeit geprägt. Offizielle diplomatische Beziehungen bestehen seit 1878, nachdem sich das Fürstentum Rumänien aus dem Abhängigkeitsverhältnis vom Osmanischen Reich gelöst hatte und mit russischer Unterstützung als Königreich Rumänien unabhängig geworden war. Beide Staaten sind mittlerweile Verbündete in der NATO und pflegen einen intensiven Dialog auf höchster Ebene. Seit 2011 sind die Türkei und Rumänien durch eine strategische Partnerschaft verbunden und Rumänien unterstützt ausdrücklich das türkische Bestreben, der Europäischen Union beizutreten. Beide Länder kooperieren auch innerhalb der Schwarzmeer-Wirtschaftskooperation und der Black Sea Naval Cooperation Task Group.

## Geschichte

### Osmanische Zeit

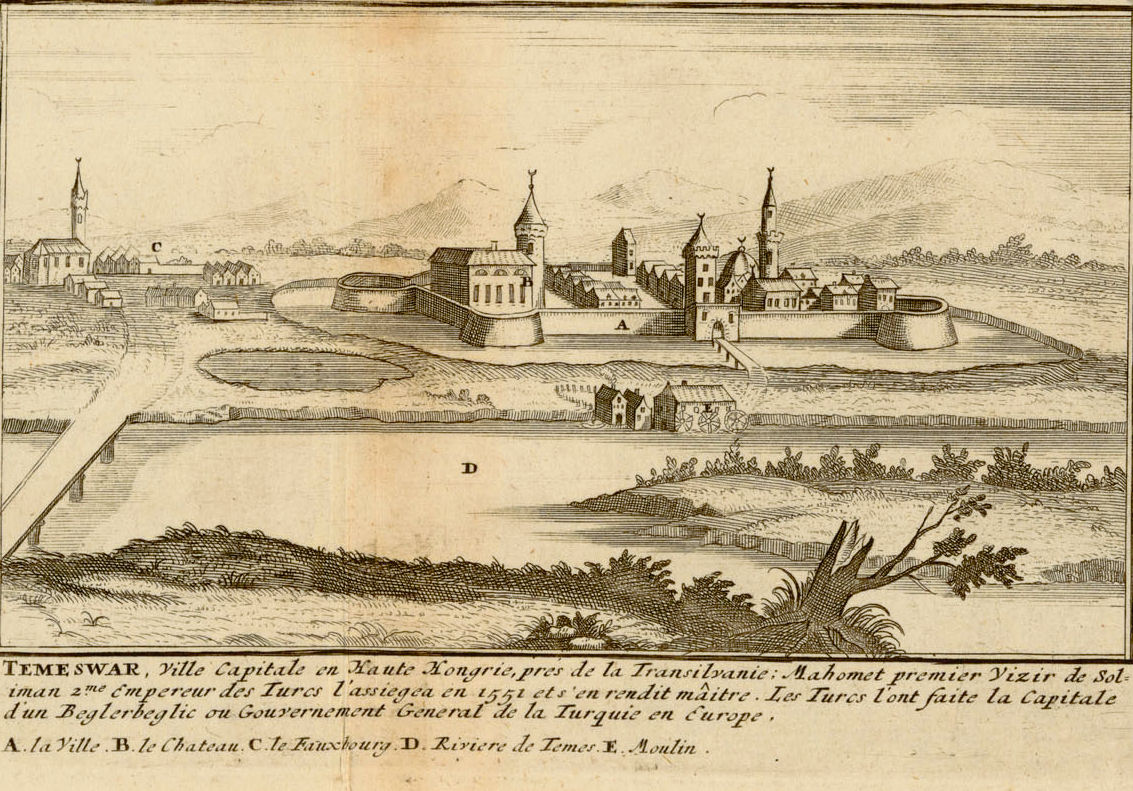
Moschee im Osmanischen Timișoara (1656)

Die ersten Kontakte zwischen den rumänischen Fürstentümern und dem Osmanischen Reich ergaben sich im 14. Jahrhundert infolge der osmanischen Expansion auf dem Balkan. Rumänische Fürsten wie Graf Dracula leisteten den Osmanen erbitterten Widerstand. In den folgenden Jahrhunderten gerieten die Fürstentümer der Walachei und Moldau in ein Vasallenverhältnis zur Hohen Pforte, blieben jedoch innenpolitisch autonom und bewahrten ihre eigene Kultur und Verwaltungstraditionen. Das Verhältnis war über weite Strecken von Tributzahlungen sowie militärischen Auseinandersetzungen geprägt, da die rumänischen Fürsten wiederholt versuchten, ihre Autonomie gegen osmanische Übergriffe zu verteidigen. Im 19. Jahrhundert erstarkte in Rumänien die nationale Unabhängigkeitsbewegung, was schließlich im Russisch-Osmanischen Krieg 1877/78 (auch als Rumänischer Unabhängigkeitskrieg bekannt) zur Loslösung von der osmanischen Oberherrschaft führte. Rumäniens staatliche Unabhängigkeit wurde 1878 vom Osmanischen Reich anerkannt, und noch im selben Jahr nahmen beide Länder offizielle diplomatische Beziehungen auf.

### 19. und frühes 20. Jahrhundert
Nach der Unabhängigkeit Rumäniens entwickelten sich die Beziehungen zum Osmanischen Reich und ab 1923 zur Republik Türkei weitgehend konfliktfrei und freundlich. Obwohl Rumänien im Ersten Weltkrieg auf Seiten der Ententemächte kämpfte und das Osmanische Reich zu den Mittelmächten gehörte, kam es zu keiner direkten Konfrontation zwischen beiden Ländern. In der Zwischenkriegszeit pflegten das Königreich Rumänien und die junge türkische Republik enge diplomatische Kontakte und kooperierten bei der Friedenssicherung in Südosteuropa. So waren beide Staaten ab 1934 Partner im regionalen Balkanpakt (auch Balkantente genannt) zusammen mit Jugoslawien und Griechenland, einem antirevisionistischen Sicherheitsbündnis zur Wahrung der territorialen Ordnung nach dem Ersten Weltkrieg. Ein Ausdruck der Vertiefung der Beziehungen war die Aufwertung der gegenseitigen diplomatischen Vertretungen: 1938 wurden die bisherigen Gesandtschaften beider Länder auf Botschaftsstatus angehoben. Während des Zweiten Weltkriegs blieb die Türkei neutral.

### Beziehungen nach dem Zweiten Weltkrieg

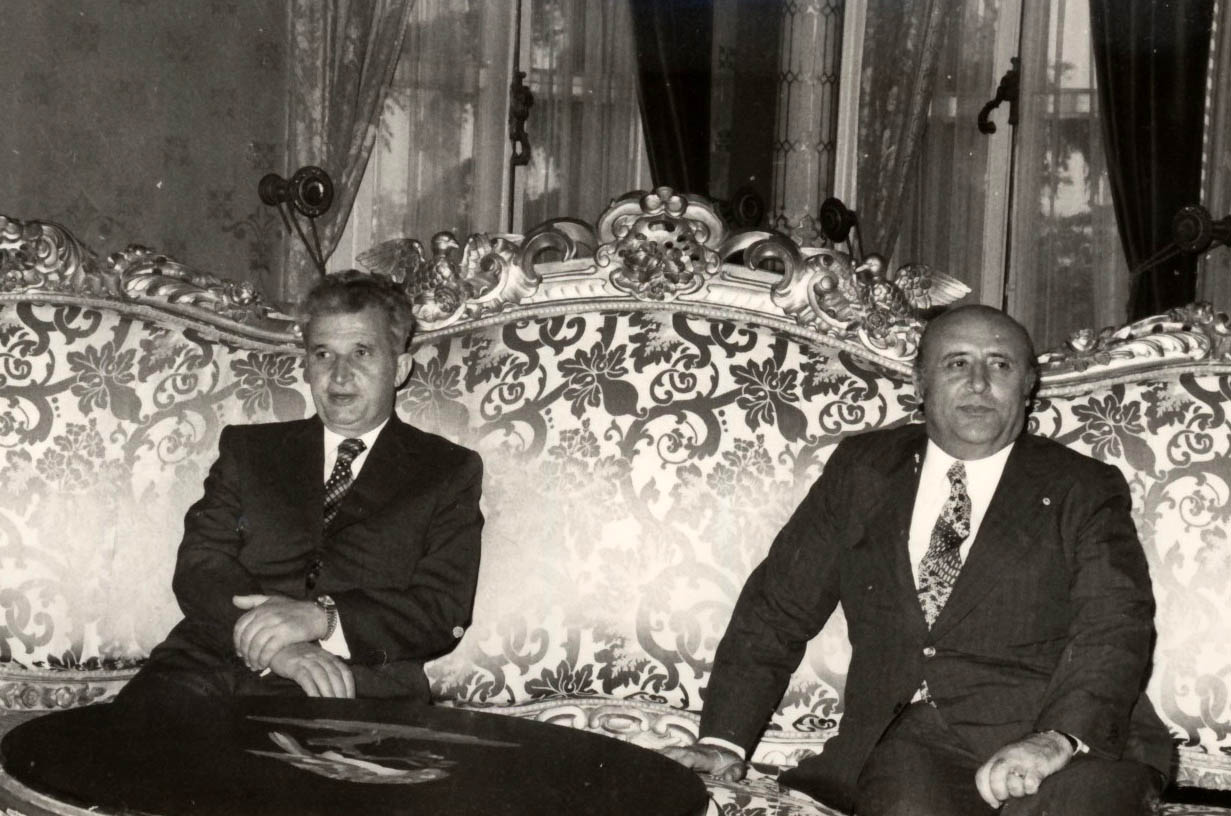
Nicolae Ceaușescu mit Süleyman Demirel (1976)

Nach 1945 gehörten Rumänien und die Türkei unterschiedlichen Machtblöcken an (Ostblock bzw. NATO), doch blieben die bilateralen Kontakte bestehen. Bereits 1946 tauschten beide Länder wieder Botschafter aus und nahmen diplomatische Beziehungen auf höchster Ebene auf. Ab den 1960er-Jahren kam es zu einer spürbaren Annäherung: 1966 besuchten sich die Regierungschefs beider Staaten gegenseitig, und 1969 vollendete Nicolae Ceaușescu als erster rumänischer Staatschef einen offiziellen Besuch in der Türkei. Während des Kalten Krieges blieben direkte Konflikte zwischen Rumänien und der Türkei aus, und Rumänien betrieb – insbesondere unter Staatspräsident Ceaușescu – eine relativ eigenständige Außenpolitik, die auch Kontakte zu NATO-Staaten wie der Türkei einschloss.
Nach dem Ende der realsozialistischen Rumänischen Volksrepublik 1989 intensivierten sich die Beziehungen deutlich. Rumänien orientierte sich außenpolitisch gen Westen, trat 2004 der NATO bei und ist seither Bündnispartner der Türkei. Im Dezember 2011 unterzeichneten beide Länder eine gemeinsame Erklärung über eine strategische Partnerschaft, die eine verstärkte Zusammenarbeit in Politik, Wirtschaft, Sicherheit und Kultur begründete. Ein gegenseitiger Partnerschaftsrat wurde 2013 eingerichtet. Rumänien zählt zudem zu den entschiedensten Befürwortern eines EU-Beitritts der Türkei und unterstützt Ankara in diesem Anliegen auf europäischer Ebene nachdrücklich.

## Wirtschaftsbeziehungen
Die Türkei und Rumänien sind wichtige Wirtschaftspartner füreinander. Die Türkei ist für Rumänien der größte Handelspartner außerhalb der EU, während umgekehrt Rumänien zu den wichtigsten Absatzmärkten der Türkei in Mittel- und Südosteuropa zählt. Das bilaterale Handelsvolumen wuchs stetig und erreichte im Jahr 2023 etwa 10,7 Milliarden US-Dollar. Türkische Unternehmen engagieren sich umfangreich in Rumänien: Rund 19.000 Firmen mit türkischer Beteiligung sind dort registriert, die insgesamt über 8 Milliarden US-Dollar investiert haben. Damit zählt die Türkei zu den größten ausländischen Investoren in Rumänien; nach der Zahl der Firmen rangiert sie sogar an dritter Stelle unter den Herkunftsländern. Türkische Investoren sind in vielfältigen Branchen präsent, darunter im Einzelhandel, verarbeitenden Gewerbe, Bankwesen und Dienstleistungssektor. Auch der Tourismus verbindet beide Länder: Die Türkei ist ein äußerst beliebtes Reiseziel für Rumänen (886.000 rumänische Touristen im Jahr 2022). Umgekehrt besuchen viele türkische Geschäftsreisende und Touristen Rumänien. Seit Mai 2024 können rumänische Staatsbürger sogar mit ihrem Personalausweis in die Türkei einreisen, was den Reiseverkehr weiter erleichtert.

## Kulturbeziehungen

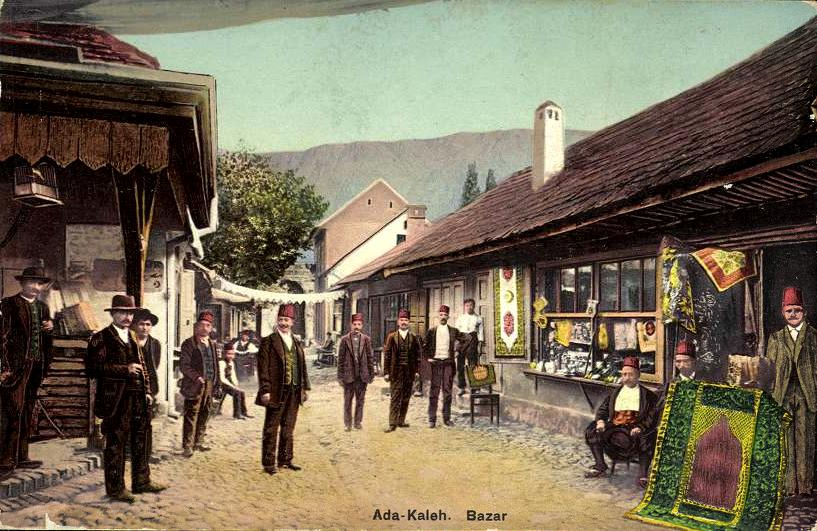
Osmanisches Gemeindeleben in Ada Kaleh (1912)

Die kulturellen Beziehungen zwischen der Türkei und Rumänien sind eng mit der gemeinsamen Geschichte verknüpft. Seit osmanischer Zeit existiert im rumänischen Dobrudscha eine muslimische Gemeinschaft, die heute aus etwa 40.000 Menschen besteht (inklusive Krimtataren). Diese türkisch-tatarische Minderheit ist offiziell anerkannt und verfügt über umfassende Minderheitenrechte, einschließlich Schulunterricht und Gottesdiensten in ihrer Muttersprache. Sie ist politisch über ihre Organisationen vertreten und entsendet gemäß rumänischem Recht jeweils einen Abgeordneten für die Türken und Tataren ins Parlament in Bukarest. Die Türkei unterstützt die türkischstämmige Bevölkerung in Rumänien durch Bildungs- und Kulturangebote: So wird beispielsweise das Kemal-Atatürk-Nationalkolleg in Medgidia mit türkischer Hilfe betrieben. Seit 2011 ist das türkische Yunus-Emre-Institut mit Kulturzentren in Bukarest und Constanța präsent, die Sprachkurse und kulturelle Veranstaltungen anbieten. Spiegelbildlich dazu unterhält Rumänien das Dimitrie-Cantemir-Kulturinstitut in Istanbul, das dort kulturelle Events organisiert. Zudem kooperieren beide Länder bei der Pflege des gemeinsamen Kulturerbes: Die türkische Entwicklungsbehörde TİKA fördert in Rumänien Restaurierungsprojekte für historische Bauten aus osmanischer Zeit.

## Diplomatische Standorte
- Rumänien hat eine Botschaft in Ankara und Generalkonsulate in Istanbul und Izmir.
- Die Türkei hat eine Botschaft in Bukarest und ein Generalkonsulat in Constanța.

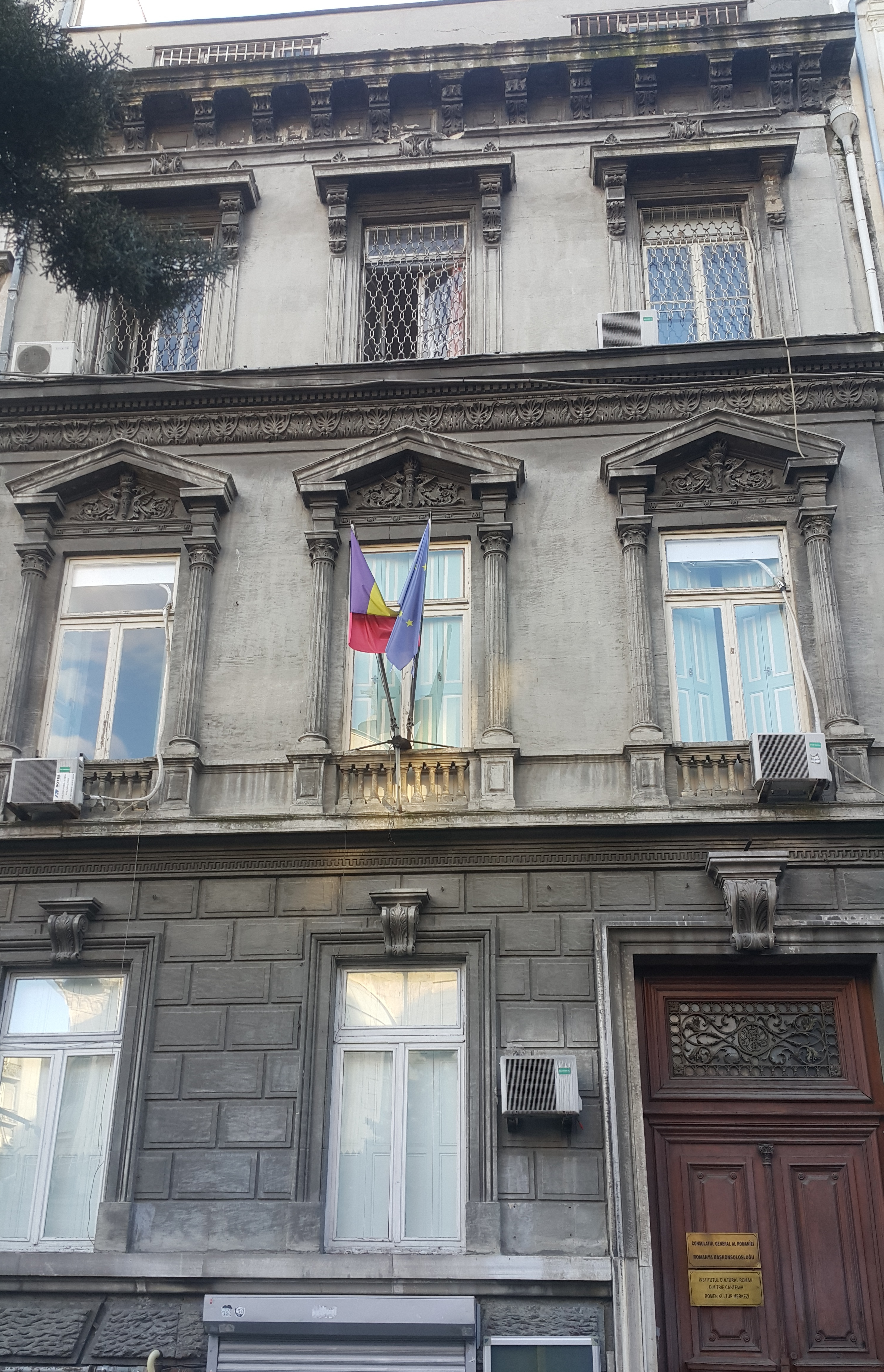
Rumänisches Generalkonsulat in Istanbul
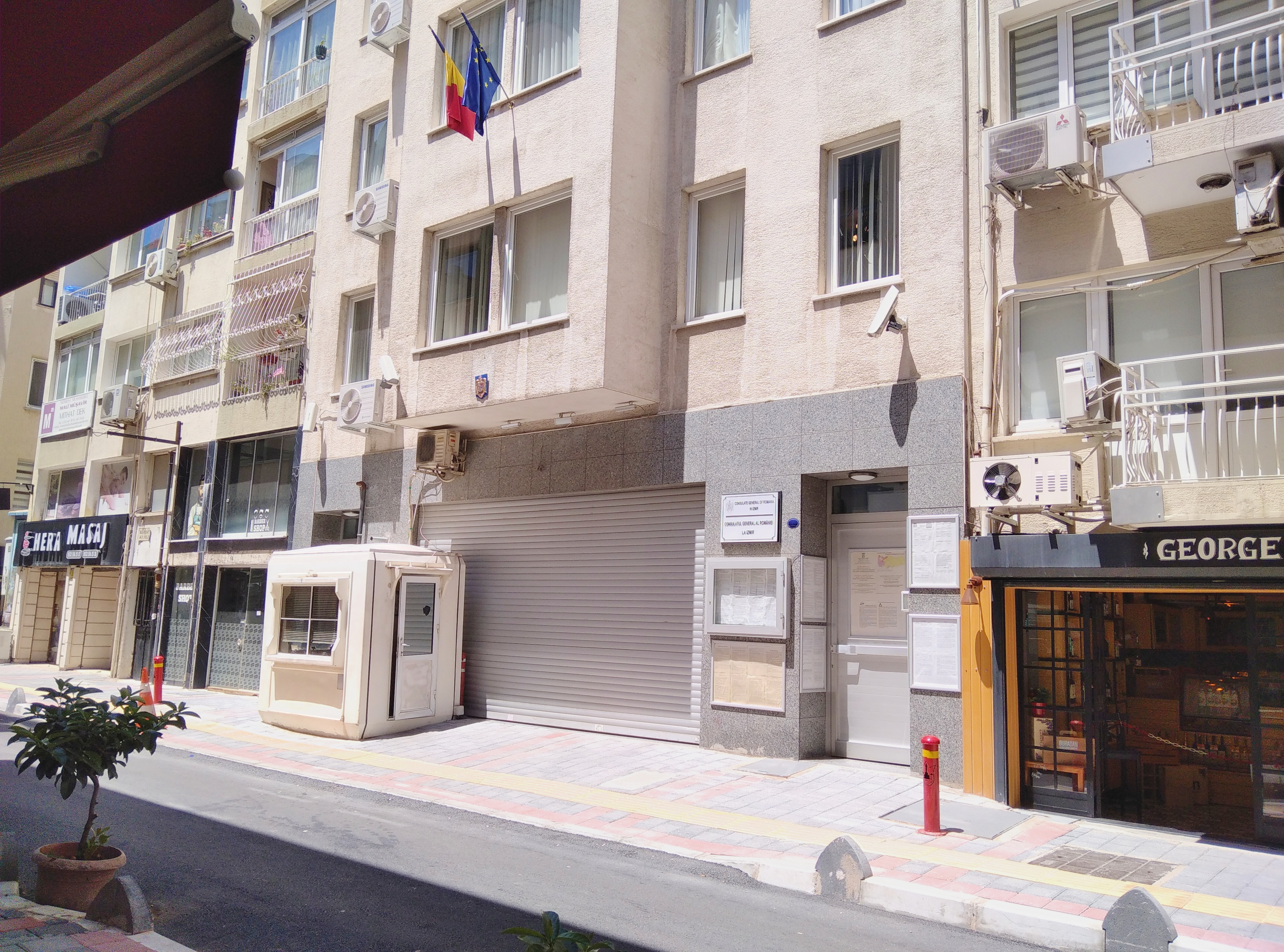
Rumänisches Generalkonsulat  in Izmir